# Gerontocrazia
Il termine gerontocrazia (dal greco: γέρων, geron, "vecchio" e κράτος, krátos, "potere") indica un sistema politico in cui il potere è detenuto dagli anziani, di stampo non riformista. Essa si fonda sul grado di influenza ed autorevolezza che generalmente viene attribuito agli anziani, sul presupposto di una loro maggiore esperienza e di una riconosciuta probità o per il fatto che hanno tutte le proprietà economiche e le cariche politiche.
La parola è stata coniata per definire le antiche forme di autorità patriarcale, comune a molte società tribali, in cui il potere viene detenuto dai membri più anziani della tribù. Solitamente il potere si limita alla prerogativa di celebrare matrimoni, dirimere le controversie e, in certa misura, coordinare la vita della comunità.
La gerontocrazia ha avuto diffusione in tutto il mondo in epoche diverse; ancora oggi è prevalente presso alcune tribù dell'Africa, del Sud America e dell'Oceania. Fino a tempi piuttosto recenti anche molte tribù autoctone dell'America Settentrionale avevano una struttura sociale gerontocratica.
Nell'ambito della politica moderna occidentale il termine viene usato, con intento polemico e denigratorio, per indicare l'età media molto avanzata degli uomini politici. Etichettando un governo democratico come gerontocrazia si intende stigmatizzare lo scarso ricambio della classe dirigente e la lentezza della carriera politica. Di norma si sottintende che entrambi i sintomi siano causati da un sistema politico fortemente clientelare.
Un'altra situazione può essere la formazione in un dato periodo di una classe dirigente di giovani coetanei (ad esempio dopo un cambio di regime o dopo una guerra) che per lungo tempo mantengono il potere consolidandolo e, data la longevità biologica, mantengono posizioni di rilievo fino a tarda età.